# Psammocyclops excellens
Psammocyclops excellens – gatunek widłonoga z rodziny Cyclopidae; jedyny przedstawiciel rodzaju Psammocyclops. Gatunek i rodzaj opisał w 1955 roku niemiecki zoolog Friedrich Kiefer.